# Tahesia Harrigan
Tahesia Harrigan, född den 15 februari 1982, är en friidrottare från Brittiska Jungfruöarna som tävlar i kortdistanslöpning.
Harrigan deltog vid VM 2005 i Helsingfors där hon slutade femma i sin kvartsfinal på 100 meter vilket inte räckte för att springa semifinalen. Hon var i final vid Samväldesspelen 2006 på 100 meter och slutade på en femte plats på tiden 11,48.
Vid VM 2007 i Osaka sprang hon både 100 och 200 meter men blev båda gångerna sexa i sin kvartsfinal vilket inte räckte till vidare avancemang. Vid inomhus-VM 2008 i Valenica slutade hon på bronsplats på 60 meter. Hon deltog även vid Olympiska sommarspelen 2008 på 100 meter, men fick se sig utslagen i kvartsfinalen.

## Personliga rekord
- 60 meter - 7,09
- 100 meter - 11,13
- 200 meter - 22,98